# Parallelia kangraensis
Parallelia kangraensis är en fjärilsart som beskrevs av Embrik Strand 1914. Parallelia kangraensis ingår i släktet Parallelia och familjen nattflyn. Inga underarter finns listade i Catalogue of Life.